# Al-Bajja’a
Al-Bajja’a (arab. البياعة) – wieś w Syrii, w muhafazie muhafazie Aleppo. W 2004 roku liczyła 186 mieszkańców.